# S. R. Srinivasa Varadhan
S. R. Srinivasa Varadhan (Sathamangalam Ranga Iyengar Srinivasa Varadhan; * 2. Januar 1940 in Madras, Britisch-Indien, heute Chennai, Indien) ist ein indischstämmiger US-amerikanischer Wahrscheinlichkeitstheoretiker und Statistiker.

## Leben und Werk

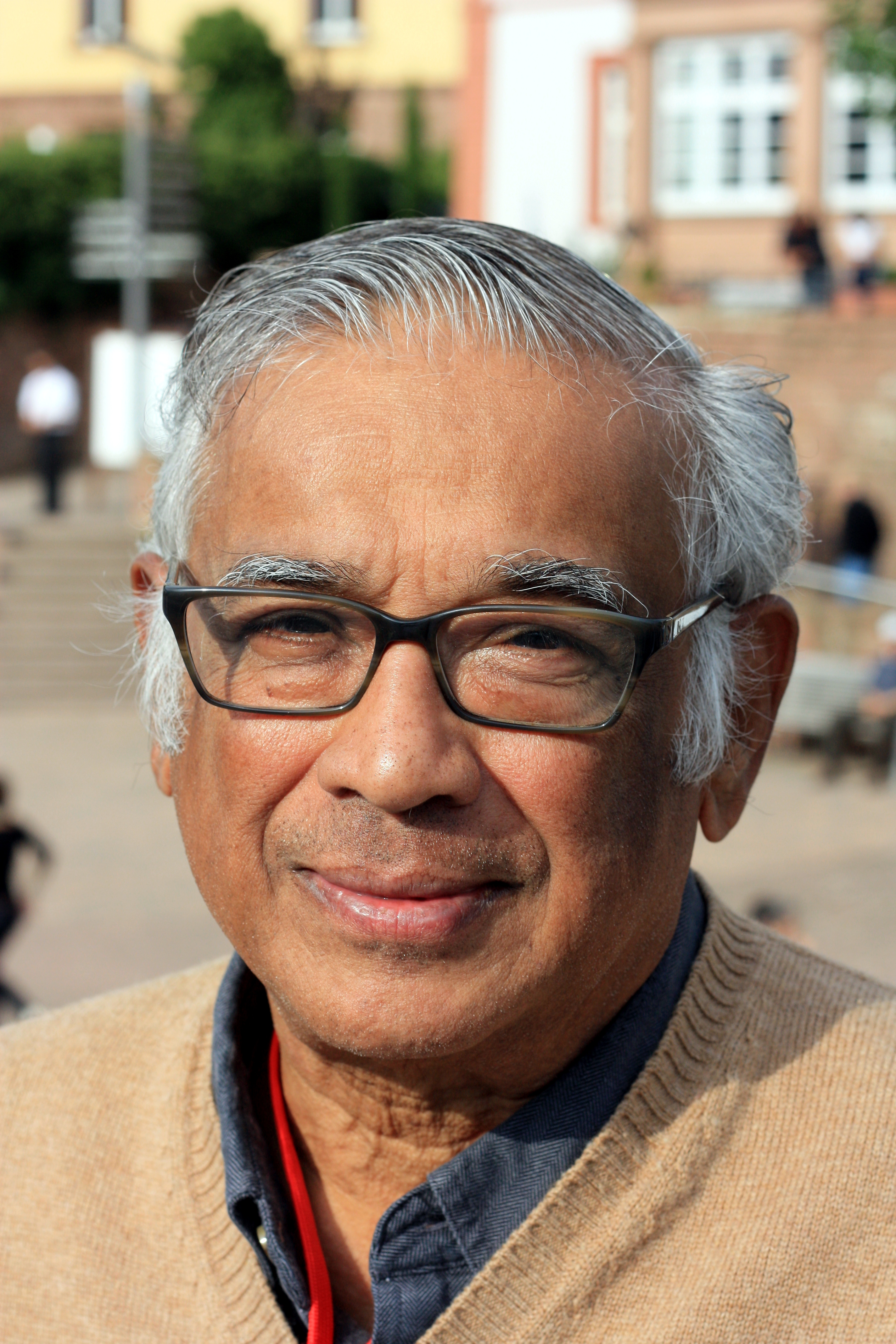
Srinivasa Varadhan beim 1st Heidelberg Laureate Forum im September 2013

Varadhans Vater war Schullehrer für Mathematik. Er studierte in Chennai (früher Madras) an der Universität (Presidency College), erhielt seinen Bachelor-Abschluss 1959 und seinen Master-Abschluss 1960 und promovierte 1963 am damals führenden indischen Institut für Statistik, dem Indian Statistical Institute (ISI) in Kolkata bei C. R. Rao. Kommilitonen von ihm, mit denen er damals eng zusammenarbeitete, waren R. Ranga Rao und K. R. Parthasarathy (mit V. S. Varadarajan wurden sie die Famous Four am ISI genannt). Nachdem er ein Jahr lang mit Varadarajan über Liegruppen gearbeitet hatte (woraus aber keine Publikationen resultierten), kehrte er zur Statistik zurück und ging 1963 ans Courant-Institut in New York, wo er von 1966 bis 1968 Assistenzprofessor war, 1968 bis 1972 Associate Professor und ab 1972 eine volle Professur hatte. Auch danach blieb er am Courant-Institut, wo er Professor der Mathematik und Frank J. Gould Professor of Science ist. 1980 bis 1984 und 1992 bis 1994 war er Direktor des Instituts. 1976/77 war er Gastprofessor an der Stanford University, 1972 am Mittag-Leffler-Institut in Stockholm und 1991/92 am Institute for Advanced Study in Princeton.
In seiner Dissertation Convolution Properties of Distributions on topological groups (für die Andrei Kolmogorov als auswärtiger Gutachter fungierte) erweiterte er den zentralen Grenzwertsatz auf abstrakte Räume mit unendlich vielen Dimensionen. Am Courant-Institut entwickelte er mit Daniel Stroock neue Methoden zum Studium von Markov-Prozessen, was sich in dem gemeinsamen Buch Multidimensional Diffusion Processes von 1979 niederschlug. Ebenfalls in den 1960er Jahren begann seine Zusammenarbeit mit Monroe D. Donsker, die zu einer allgemeinen Theorie großer Abweichungen (Large Deviations) in stochastischen Prozessen führte, für deren Wahrscheinlichkeit der Schwede Harald Cramér 1937 erste präzise Abschätzungen gab. Die Theorie wurde in seiner Arbeit Asymptotic probabilities and differential equations (Communications on Pure and Applied Mathematics Band 19, 1966, S. 261–286) und in ihrer gemeinsame Arbeit Asymptotic evaluation of certain Markov Process expectations for large time (4 Teile, Communications on Pure and Applied Mathematics Band 28, 1975, S. 1–47, S. 279–301, Band 29, 1976, S. 389–461, Band 36, 1983, S. 183–212) dargelegt. Seine Theorie hat Anwendungen in Gebieten wie der Quantenfeldtheorie, den quantitativen Finanzwissenschaften, Populationsdynamik, statistischer Physik.
Varadhan arbeitete auch mit Maozheng Guo und George Papanicolaou über makroskopische („hydrodynamische“) Grenzwerte von Systemen sehr vieler miteinander wechselwirkender Teilchen.
Varadhan ist verheiratet (seine Frau ist Professorin an der New York University) und hat zwei Söhne, von denen einer 2001 beim Anschlag auf das World Trade Center starb.
Zu seinen Doktoranden gehören Jeremy Quastel (Professor in Toronto) und Fraydoun Rezakhanlou (Professor in Berkeley).

## Auszeichnungen
1996 erhielt er den Leroy P. Steele Prize der American Mathematical Society (das Preisgeld stiftete er einem Hospital in Tambaram), 1994 den Birkhoff-Preis und 2007 den Abel-Preis „für seine fundamentalen Beiträge zur Wahrscheinlichkeitstheorie und insbesondere für die Schaffung einer vereinheitlichten Theorie großer Abweichungen (large deviations)“. 1970 bis 1972 war er Alfred P. Sloan Fellow und 1984/85 Guggenheim Fellow. Varadhan war Invited Speaker beim International Congress of Mathematicians 1978 (Some problems of large deviations) und 1994 (Plenarvortrag: Entropy methods in hydrodynamic scaling). Er ist seit 1998 Fellow der Royal Society. Seit 2004 ist er Mitglied der Indian National Science Academy. Im selben Jahr wurde er Ehrendoktor seines alten Instituts ISI. 2008 wurde er mit dem Padma Bhushan ausgezeichnet. 2010 erhielt er die National Medal of Science. 1988 wurde er in die American Academy of Arts and Sciences und 1995 in die National Academy of Sciences gewählt. Er ist Fellow der American Mathematical Society und auswärtiges Mitglied der Norwegischen Akademie der Wissenschaften.

## Varadhan als Namensgeber
- Lemma von Varadhan